# Tornafort
Tornafort és un poble del municipi de Soriguera, a la comarca del Pallars Sobirà, que forma una entitat municipal descentralitzada pròpia, creada el 2004. Històricament va formar part del Vescomtat de Vilamur. Segons Joan Coromines, Tornafort és un topònim ja construït en català medieval a partir de l'expressió torna't fort, amb què es volia manifestar el desig sobre el castell que hi havia en aquest lloc. Ja pertanyia a l'antic terme de Soriguera abans que hi fos annexat el d'Estac.

## Geografia
És a la part central del terme, dalt d'un turó al vessant nord de la muntanya de Baén, en un coll per on passa el camí que comunica Malmercat i la vall de la Noguera Pallaresa (per mitjà de la carretera local LV-5131) amb Puigforniu i Soriguera, a través d'un vial asfaltat. També sortia de Tornafort el camí per anar a Freixa. Està emmarcat al sud pel tossal del Puial (1.914 m). Els boscos del terme es troben dins els límits del Parc Natural de l'Alt Pirineu. L'any 2010 tenia 36 habitants, amb la qual cosa era el quart nucli més poblat del municipi, després de Vilamur, Llagunes i Baro. La seva església, dedicada a Santa Coloma, depèn de la de Malmercat.
Tornafort és als vessants est, sud i sud-oest del turó que domina el poble, que es troba aglomerat i escalonat a quatre nivells diferents, entre els quals discorren els carrers de la població. L'església de Santa Coloma és al bell mig del nucli, amb una placeta davant seu. Prop del poble hi ha també les restes de la capella de Santa Maria.
Les cases del poble són:
| - Casa Antoni - Casa Agna - Casa Baltasar - Casa Baró - Casa Batlle - Casa Cinta - Casa Cortal | - Casa Estornill - Casa Gasset - Casa Gassetó - Casa Jironi - Casa Joan - Casa Joan Pere | - Casa Josep - Casa Lluquet - Casa Morgonet - Casa Poblador batlle - Casa Pona - Casa Portaler | - Casa Pubill - Casa Putxet - Casa Quantro - La Rectoria - Casa Rito - Casa Sabino | - Casa Samsó - Casa Tarragona - Casa Tomàs - Casa Vaqueró - Casa Ventura |

## Història
Pascual Madoz dedica un article breu del seu Diccionario geográfico... a Tornafort. Hi diu que és una localitat agregada al districte municipal de Soriguera. Es troba damunt d'un turó envoltat d'altres de més altes, combatuda per tots els vents. El clima hi és fred, per la qual cosa es produeixen inflamacions i pulmonies. Tenia en aquell moment 17 cases, una font amb poca aigua i l'església de Santa Coloma, annexa de la de Malmercat. Les terres són fluixes, muntanyoses i pedregoses, amb algunes plantacions de pins cap al nord. S'hi collia sègol, patates, mongetes i fenc. S'hi criava bestiar de tota mena, preferentment el vacum. Hi havia caça de llebres, perdius i conills. Comptava amb 11 veïns (caps de casa) i 62 ànimes (habitants).
L'Entitat Municipal Descentralitzada de Tornafort va ser creada per Decret de la Presidència de la Generalitat de Catalunya del 20 de juliol del 2004, però no se'n va constituir la Junta Gestora fins al 25 d'agost del 2005, esperant les eleccions locals del 2007, quan en seria elegida la president.
Els pobles constituïts en Entitat Municipal Descentralitzada (EMD) elegeixen, alhora que l'alcalde i regidors del seu municipi, un president d'EMD. En el cas de Tornafort, aquesta figura ha estat coberta fins ara per:
- Núria Garcia Quera (2005 - 2011) (Junta Gestora i primera elecció en votació popular)
- Rosa Ramoneda i Carrera (2011 - 2015)
- Esther Ramoneda i Monsó (2015 - 2019)
- Francesc Capdevila i Torrell (2019 - actual)

## Demografia[6]
| 1857 | 1888 | 1900 | 1910 | 1920 | 1930 | 1940 | 1950 | 1960 | 1970 | 1981 | 1991 | 2000 | 2002 | 2004 | 2006 | 2008 | 2010 | 2011 |
| ---- | ---- | ---- | ---- | ---- | ---- | ---- | ---- | ---- | ---- | ---- | ---- | ---- | ---- | ---- | ---- | ---- | ---- | ---- |
| 122  | 120  | 99   | 64   | 118  | 113  | 93   | 103  | 95   | 60   | 31   | 21   | 34   | 34   | 34   | 36   | 32   | 36   | 35   |